# Hardy Chicago

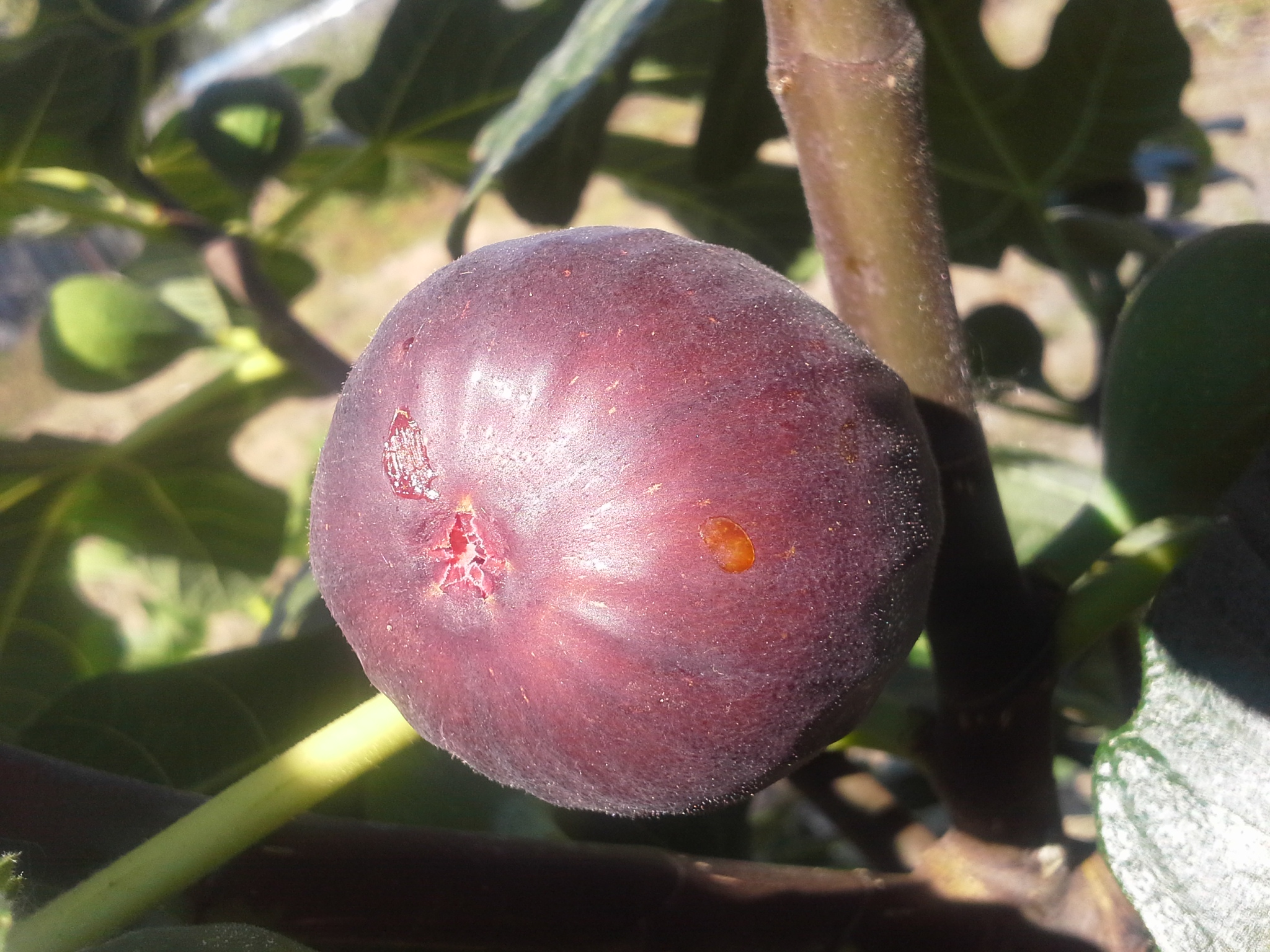
Reife Feige der Sorte Hardy Chicago

Hardy Chicago ist eine Feigensorte der Art Ficus carica, die vor allem in den kühleren Gebieten Nordamerikas in Hausgärten angebaut wird. Die Sorte gilt als sehr winterhart, robust, ertragreich und gut schmeckend. Sie stammt wahrscheinlich vom Ätna in Sizilien und hat Ähnlichkeit mit der Sorte Brown Turkey. Sie ist eine zweimaltragende Hausfeige.

## Baum
Hardy Chicago hat einen starken, schnellen und buschigen Wuchs. Das Blatt ist meist fünflappig und mitteltief eingeschnitten mit einer haarigen Unterseite und dadurch einem samtigen Griff, ähnlich der Sorte Pastilière.

## Frucht
Hardy Chicago ist jungfernfrüchtig, das heißt, sie trägt Feigen auch ohne Bestäubung durch die Feigengallwespe. Die Sorte trägt manchmal auch Blühfeigen, die Haupternte bilden jedoch die Herbstfeigen, die sehr früh reifen, in Mitteleuropa ab der zweiten Augusthälfte. Die Feigen sind eher klein und überschreiten selten ein Gewicht von 45 Gramm. Sie sind rund bis tropfenförmig, überwiegend violett bis braun mit rotem Fruchtfleisch.

## Winterhärte
Hardy Chicago gilt als sehr winterhart und wird erfolgreich in Deutschland im Freiland kultiviert. In einem mehrjährigen Versuch mit verschiedenen Feigensorten in Göteborg in Schweden erwies sich Hardy Chicago neben Ronde de Bordeaux als die Sorte, die tiefe Wintertemperaturen am besten überstand. Jedoch spätestens bei einer Temperatur von −23 °C erfrieren auch bei dieser Sorte die oberirdischen Teile und nur der Wurzelstock überlebt, der jedoch willig erneut austreibt und bereits im ersten Jahr nach dem Erfrieren Herbstfeigen an den Wurzelschösslingen tragen kann.